# مارینا لوئیکا
مارینا لوئیکا (انگلیسی: Marina Lewycka؛ زادهٔ ۱۲ اکتبر ۱۹۴۶) نویسنده، و رمان‌نویس اوکراینی‌تبار اهل بریتانیا است. وی از سال ۲۰۰۵ میلادی تاکنون مشغول فعالیت بوده‌است. وی از دانش‌آموختگان دانشگاه یورک و دانشگاه کینگز لندن است.